# باميلا سولتيس
باميلا سولتيس (بالإنجليزية: Pamela S. Soltis)‏ عالمة نبات أمريكية وهي أستاذ متميز في جامعة ولاية فلوريدا والباحث الرئيسي في مختبر علم التصنيف الجزيئي وعلم الوراثة التطوري في متحف فلوريدا للتاريخ الطبيعي.